# 眞言寺 (一宮市)
眞言寺（しんごんじ）は、愛知県一宮市木曽川町にある真言宗高野山真言宗の寺。山号は大日山。
葉栗弘法19番札所。
本尊は弘法大師（空海）。一宮の弘法さんとして、多く方に参詣され、一宮市木曽川町で唯一の高野山真言宗の寺である。
毎年7月22日は、夏バテ防止を祈願する、ほうろく灸の祈祷で多くの参拝者で賑わう。

## 由来
大日山眞言寺は1912年（大正元年）に丹下石松が発起人で、里小牧地区有志は、高野山より弘法大師像の分身の下付を受け、五藤春吉が背負って持ち帰り、弘法堂を建立し、丹下石松を堂守とした。
1916年（大正5年）に石松は引退したが、同年12月15日、念願の教会設置の許可がおり、高野山不動院住職で後の蓮花院住職の徳守清鳳師を長にして、信徒16名が高野山大師教会愛知教区木曽川支部を設立した。
1917年（大正6年）6月に蓮花院徒弟小松円覚師が布教教師として赴任、円覚師は布教に専念し、教会の基礎をかためるとともに、年中行事として信徒の高野山参拝、寒修行をし、1923年（大正12年）には、信徒から多くの寄付をうけて鯖弘法の銅像をつくり、同年10月開眼法要を盛大に行なった。
1947年（昭和22年）9月、宗教法人により寺院の資格を得て「眞言寺」と改称、1951年（昭和26年）に本堂を修築。

## 定例行事
- 毎月21日 - 葉栗弘法縁日 午前9時より、お経の会 午後7時より
- 不定期 - 手芸教室 受講料500円より

## 特別行事
- 1月1日 - 新年初参り
- 2月3日 - 節分厄除け祈祷会　お菓子撒きあり
- 旧2月15日 - 涅槃会、大涅槃図の特別公開
- 旧3月21日 - 御正当
- 3月22日 - 春季彼岸永代経
- 旧4月8日 - 花まつり
- 7月22日 - ほうろく灸
- 8月24日 - 地蔵盆
- 9月22日 - 秋季彼岸永代経
- 12月8日 - 成道会

## 所在地
〒493-0005 愛知県一宮市木曽川町里小牧下町場20 （駐車場有）

## 交通手段
- JR「木曽川駅」もしくは名鉄「新木曽川駅」よりタクシーで10分
- 一宮市循環バス（iバス）「新茅場」下車、西へ徒歩10分